# Sverigetopplistan
Sverigetopplistan, tidigare kallad Topplistan eller Hitlistan med mera, är sedan oktober 2007 namnet på sammanställningen av försäljningen av musik i Sverige. Listan baseras sedan den 14 november 1975 på statistik från Grammofonleverantörernas förening och redovisar försäljning av singlar (enskilda låtar eller skivor med ett fåtal låtar), album (flera låtar som säljs tillsammans) och DVD-videor med musik. Under 2006 fanns en särskild lista för digitalt distribuerad musik (mp3 och andra filformat), den så kallad "Downloadlistan". Sedan oktober 2006 skiljer dock inte statistiken på musik som distribueras på traditionella medier och musik som distribueras digitalt.
Sveriges Radio P3 har under perioder redovisat försäljningslistan i olika program. Från och med 2007 har man emellertid valt att inte redovisa hela försäljningsstatistiken utan endast den försäljning som rör digitalt distribuerad musik. P3 kallar listan Digilistan.
Efter att fredag ursprungligen var den dag som listorna presenterades, ändrades detta från den 28 oktober 2004 till att alltid ske på en torsdag. Från den 2 januari 2009 gick man dock tillbaka till fredagen.
Från och med oktober 2010 inkluderas även strömmad musik på listan. Sverige blev därmed först i världen att inkludera strömmad musik på sin lista.